# Владимир Живков (революционер)
 Тази статия е за дееца на ВМОРО.  За сина на Тодор Живков вижте Владимир Живков.  
Поп Владимир (Ладе) Живков е български революционер, деец на Вътрешната македоно-одринска революционна организация..

## Биография
Владимир Живков е роден през 1875 година в Щип, тогава в Османската империя. Гоце Делчев го привлича за целите на организацията. Става архиерейски наместник в Щип.
След Младотурската революция през 1910 година при обезоръжителната акция на младотурците Владимир Живков е арестуван и затворен в Щипския затвор, където е подложен на мъчения. Признава, че притежава оръжие, но се самоубива с него, преди да го предаде на полицията. След самоубийството му мъченията в Щипско са преустановени и войската си заминава.